# Bataille de Tlemcen (1518)
Pour les articles homonymes, voir Siège de Tlemcen.
Conflits algéro-hispaniques
La bataille de Tlemcen ou siège de Tlemcen de 1518 est une bataille opposant Arudj Barberousse, portant le titre de sultan d'Alger, aux partisans des Zianides du sultan de Tlemcen Moulay Abou Hammou et aux troupes espagnoles du gouverneur d'Oran, le Marquis de Comarès envoyé par Charles Quint pour rétablir leur allié sur le trône. Il faudra attendre 30 ans pour que les Zianides, cette fois-ci alliés aux Ottomans, reprennent la ville.
Les habitants de Tlemcen mécontent de cette situation appellent au secours Aroudj Barberousse, sultan d'Alger, renommé pour ses succès contre les Espagnols.
Le sultan zianide Abou Hammou, allié des Espagnols, reprend alors ses droits sur son domaine.